# Uusküla (Martna)
Uusküla – wieś w Estonii, w prowincji Lääne, w gminie Martna.